# Jurgis Hardingsonas
Jurgis Georgas Hardingsonas (ur. 24 września 1892 w Kownie, zm. 1936 w Niemczech) – litewski piłkarz niemieckiego pochodzenia, olimpijczyk.
Od 1923 do 1925 roku był obrońcą klubu KSK Kowno, z którym zdobył wicemistrzostwo Litwy (1923). 
Mimo faktu, że nie posiadał litewskiego obywatelstwa, otrzymał powołanie do reprezentacji narodowej na Letnie Igrzyska Olimpijskie 1924 (debiut Litwy na igrzyskach olimpijskich). Litwini rozegrali jeden mecz; w pojedynku 1/16 finału reprezentanci tego kraju przegrali z drużyną Szwajcarii 0–9 i odpadli z turnieju. Hardingsonas wystąpił także w rozegranym dwa dni później spotkaniu towarzyskim przeciwko zespołowi egipskiemu (0–10).
Zmarł w Niemczech w 1936 roku.

## Mecze w reprezentacji
| Mecze i gole w reprezentacji | Mecze i gole w reprezentacji | Mecze i gole w reprezentacji | Mecze i gole w reprezentacji | Mecze i gole w reprezentacji | Mecze i gole w reprezentacji | Mecze i gole w reprezentacji | Mecze i gole w reprezentacji     |
| Litwa                        | Litwa                        | Litwa                        | Litwa                        | Litwa                        | Litwa                        | Litwa                        | Litwa                            |
| Lp.                          | Data                         | Miejsce                      | Reprezentacja                | Przeciwnik                   | Wynik                        | Gol                          | Rozgrywki                        |
| ---------------------------- | ---------------------------- | ---------------------------- | ---------------------------- | ---------------------------- | ---------------------------- | ---------------------------- | -------------------------------- |
| 1.                           | 25.05.1924                   | Paryż                        | Litwa                        | Szwajcaria                   | 0:9                          |                              | Letnie Igrzyska Olimpijskie 1924 |
| 2.                           | 27.05.1924                   | Paryż                        | Litwa                        | Królestwo Egiptu             | 0:10                         |                              | Mecz towarzyski                  |